# Jacqueline Costa-Lascoux
Pour les articles homonymes, voir Lascoux.
Jacqueline Costa-Lascoux est sociologue, directrice de recherche du Centre national de recherche scientifique.

## Biographie
Docteur en droit, elle dirige depuis juillet 2004 l’Observatoire des statistiques de l'immigration et de l'intégration. Elle est également membre du Haut conseil à l’intégration et a été membre de la Commission Stasi, en 2003, sur la laïcité. Elle a aussi dirigé le Centre d’études de la vie politique française (Cevipof-CNRS).
Également investie dans les questions de l'enseignement, elle est présidente de la Fédération nationale des écoles des parents et des éducateurs (FNEPE), et a été présidente de la Ligue de l'enseignement.
Outre ses publications, elle intervient par des conférences sur ses thèmes de recherches, comme au Centre Jacques Cartier, ou aux Journées de l'économie.

## Publications

### Ouvrages
- 1985. - Les Algériens en France. avec Émile Temime, Ed. Publisud.
- 1987. - Education Civique 5e. avec Jean Mastias, Philippe Dassier et Chantal Enderlin, Ed. Ferdinand Nathan.
- 1989. - De l’immigré au citoyen. La Documentation française.
- 1993. - Logiques d’Etats et immigrations : Allemagne, Espagne, États-Unis, Italie, Japon, Pays-Bas, Royaume-Uni. dir avec Patrick Weil, Paris, Kimé.
- 1995. - Paris XIIIe, lumières d’Asie. avec Live Yu-Sion, Ed. Autrement.
- 1996. - Les trois âges de la laïcité. Hachette.
- 1999. - Sans-papiers : l’archaïsme fatal. avec Monique Chemillier-Gendreau, Emmanuel Terray, La Découverte.
- 2000. - Pluralité des cultures et dynamiques identitaires. avec Marie-Antoinette Hily - L’Harmattan.
- 2004. - Le voile, que cache-t-il ? avec Jean Baubérot, Dounia Bouzar, Alain Houziaux - Éditions de l’Atelier.
- 2004. - Les hommes de Renault-Billancourt : mémoire ouvrière de l’Île Seguin, 1930-1992. avec Émile Temime - Ed. Autrement, coll. Français d’ailleurs peuples d’ici[7].
- 2005. - "République et particularismes". Problèmes politiques et sociaux, tome 909. La Documentation française.
- 2006. - Existe-t-il une spiritualité sans dieu ? avec Paul Lombard, Ivan Levaï - Éditions de l’Atelier, coll. Questions de vie.
- 2006. - La laïcité à l’école : un principe, une éthique, une pédagogie. avec Jean-Louis Auduc, Champigny-sur-Marne : SCEREN-CRDP Académie de Créteil.
- 2008. - L'humiliation. Les jeunes dans la crise politique. Les Éditions de l'Atelier.

### Articles
Elle a publié de nombreux articles, recensés notamment dans Persée et dans Cairn, dont : 
- 1992. - "Etranger citoyen". In : Revue Raison Présente, no 103, 3e trimestre 1992. Nouvelles Éditions Rationalistes.
- 1996. - "Sur la laïcité". avec François Savignon, In : Les Cahiers rationalistes, no 510, décembre 1996. Ed. L’Union Rationaliste depuis 1930, Paris.
- 2001. - "L’ethnicisation du lien social dans les banlieues françaises". In : Revue européenne des migrations internationales, vol. 17, no 2 : 123-128
- 2001. - "Retrouver la fierté des origines". In : Informations sociales, no 89 : 91
- 2002. - "Sexisme et violence : le corps humilié". In : Vie enjeux, no 128, mars 2002 : 226-233
- 2003. - "L’élève au cœur des malentendus". In : Projet, no 276 : 33-39
- 2004. - "Passé émietté, quête d’identité". In : L'École des parents, hors-série no 1, mars 2004 : 46-47

### Rapport
- 2002. - Malaise dans la scolarisation : rapport de recherche sur les processus de déscolarisation à Corbeil et Grigny - Essonne. Direction de la Protection Judiciaire de la Jeunesse, septembre 2002.